# Tchétchénie
Ne doit pas être confondu avec République tchétchène d'Itchkérie.
La Tchétchénie (en russe : Чечня́, Tchetchnia ; en tchétchène : Нохчийчоь, Noxçiyçö), en forme longue République tchétchène (en russe : Чече́нская Респу́блика, Tchetchenskaïa Respoublika ; en tchétchène : Нохчийн Республика, Noxçiyn Respublika) ou république de Tchétchénie, est une république constitutive de la fédération de Russie, tirant son nom du peuple tchétchène. Les langues officielles sont le tchétchène et le russe.
Située sur le versant nord des montagnes du Caucase et autour de la vallée de Tchétchénie, dans le district fédéral du Caucase du Nord, elle est limitrophe du kraï de Stavropol au nord-ouest, de la république du Daghestan au nord-est et à l'est, et des républiques d'Ingouchie et d'Ossétie du Nord-Alanie à l'ouest, toutes trois des républiques de la fédération de Russie. Elle a pour limite sud la crête du Caucase, qui forme une frontière internationale avec la Géorgie. Après l'effondrement de l'Union soviétique en 1991, la RSSA tchétchéno-ingouche s'est divisée en deux parties : la république d'Ingouchie et la République tchétchène. Cette dernière a proclamé la République tchétchène d'Itchkérie, qui a déclaré son indépendance, tandis que le premier s'est rangé du côté de la Russie. À la suite de la première guerre de Tchétchénie de 1994 à 1996 avec la Russie, la Tchétchénie a acquis de facto son indépendance sous le nom de République tchétchène d'Itchkérie, même si elle est restée de jure une partie de la Russie. Le contrôle fédéral russe a été rétabli lors de la Seconde guerre de Tchétchénie de 1999 à 2009, la politique tchétchène étant dominée par l'ancien mufti itchkérien Akhmad Kadyrov, puis par son fils Ramzan Kadyrov, considéré comme un dictateur.
Peuplée de 1 552 866 habitants en 2024, c'est l'une des régions avec les plus fortes croissances démographiques du pays. Les Tchétchènes, qui forment la quasi-totalité de la population, sont de confession sunnite. L'économie tchétchène est centrée sur le commerce, les services publics, la construction et l'agriculture, mais elle reste l'une des moins développées du pays. Le PIB par habitant est l'un des plus faibles de Russie, tandis que les taux de pauvreté et de chômage sont parmi les plus élevés.  

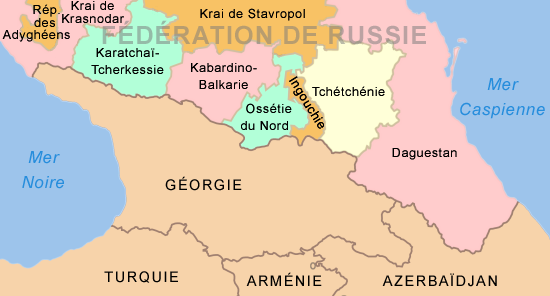
Carte de la Tchétchénie au sein du Nord Caucase.

Carte simplifiée de la Tchétchénie.

## Géographie

### Situation
Couvrant une superficie de  15 647 km2, la République tchétchène occupe une superficie comparable à l'Île-de-France. La Tchétchénie est un des 89 sujets de la fédération de Russie, dans la partie centrale de Ciscaucasie (partie nord du Caucase) russe, ainsi que dans le district fédéral et la région économique homonyme. La République est limitrophe à l'ouest de la république d'Ingouchie, au nord-ouest de la république d'Ossétie-du-Nord-Alanie et du kraï de Stavropol et à l'est de la république du Daghestan. Elle est frontalière au sud de la Géorgie, dont au sud-ouest de la république sécessionniste d'Ossétie du Sud-Alanie, non reconnue internationalement.

Environ 35 % du territoire est constitué de hautes montagnes escarpées appartenant au Grand Caucase, qui ne sont pas habitables, ce qui favorise la biodiversité. Les 65 % restants sont constitués eux de plaines, de steppes et de semi-déserts, avec notamment la plaine tchétchène et celle du Terek-Kouma. Par les montagnes, les ressources hydriques sont importantes, avec comme principales rivières le Terek, la Sounja et son affluent l'Argoun. Le territoire tchétchène s'étend du nord au sud sur 170 kilomètres, et d'ouest en est sur près de 100 km. 

Paysages de Tchétchénie
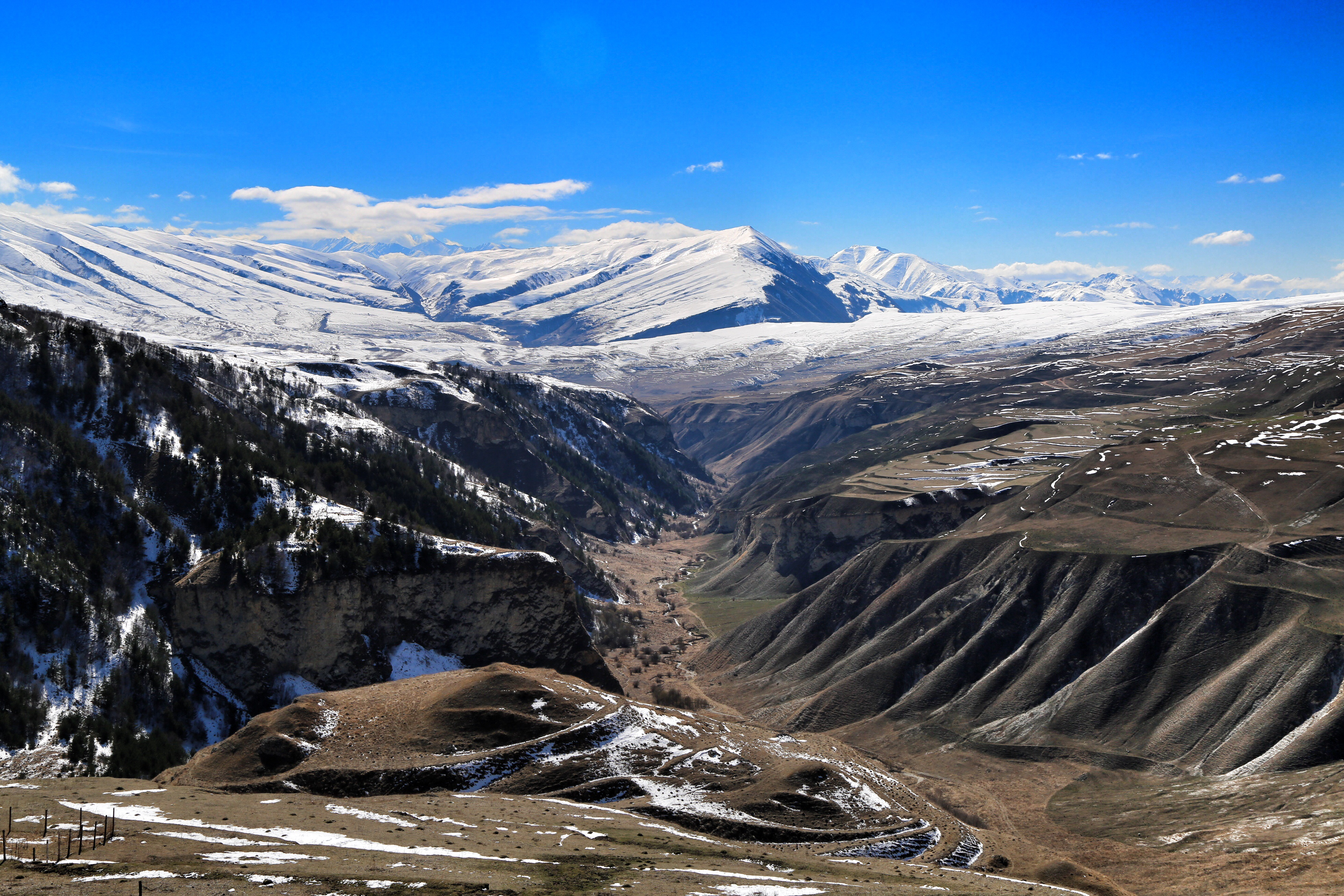
Les montagnes du Caucase près du Q̇özana Jam.
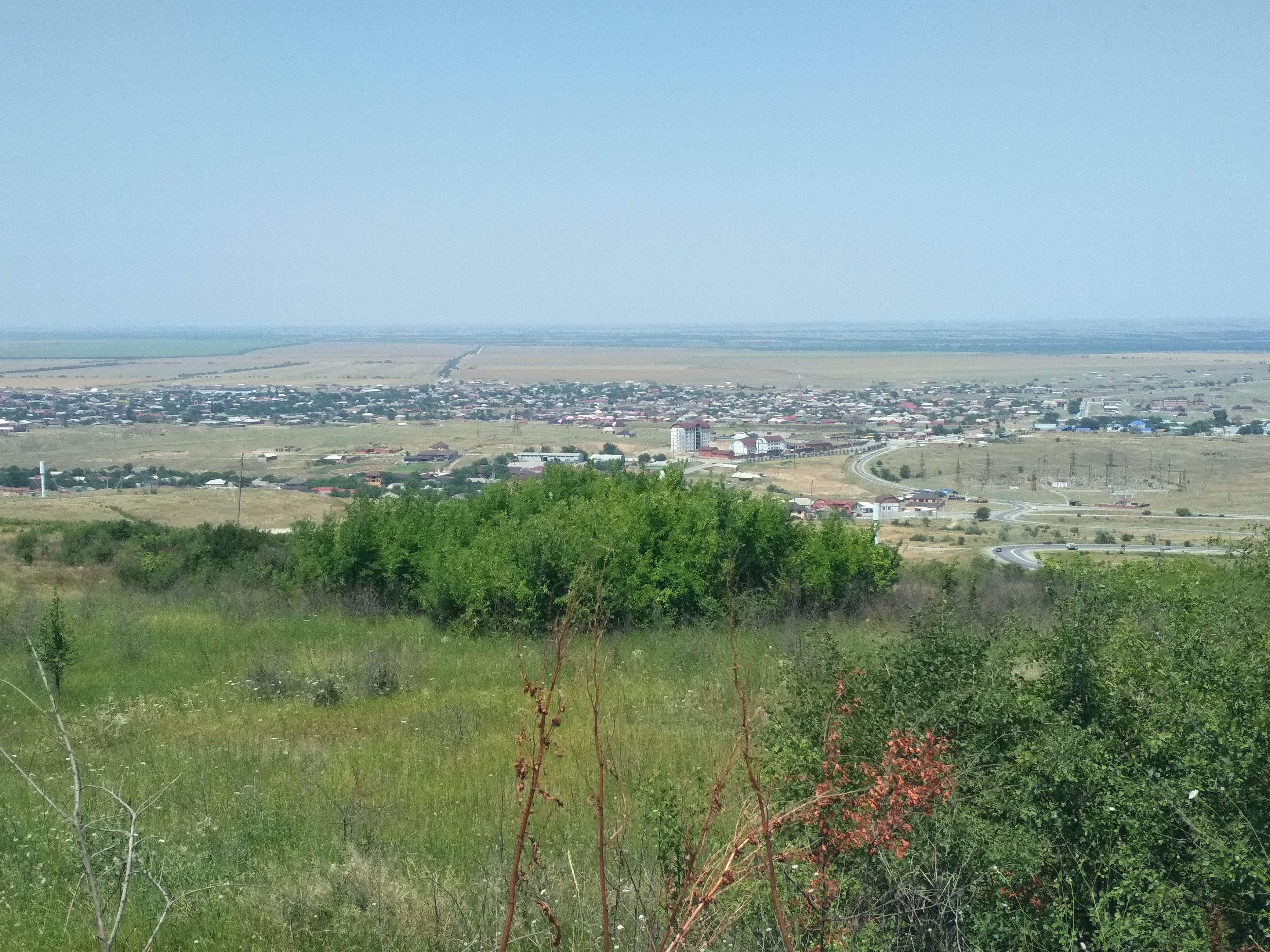
Village de Devkar-Evla dans la plaine tchétchène.
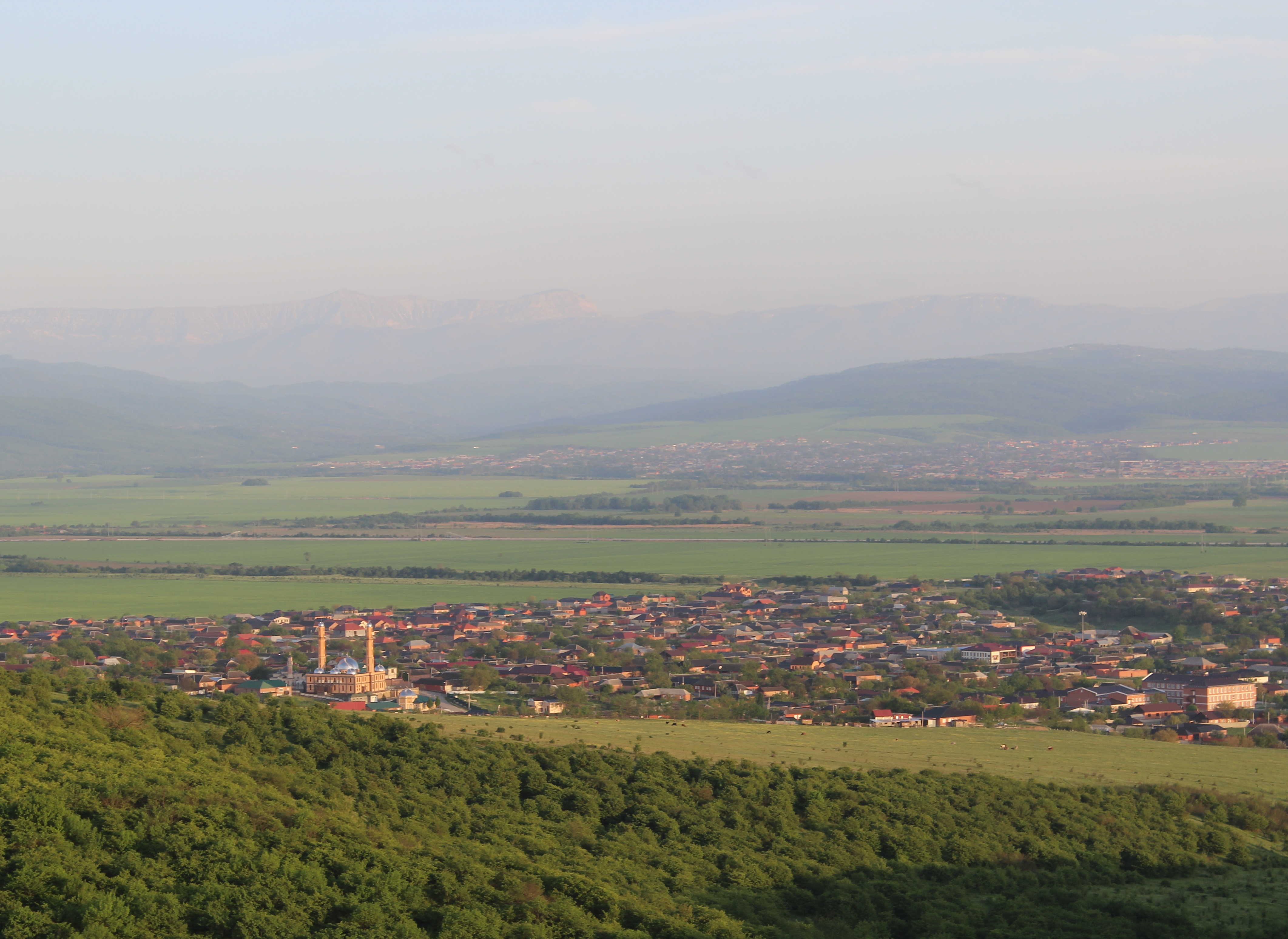
Village d'Ilsxan-Yurt.
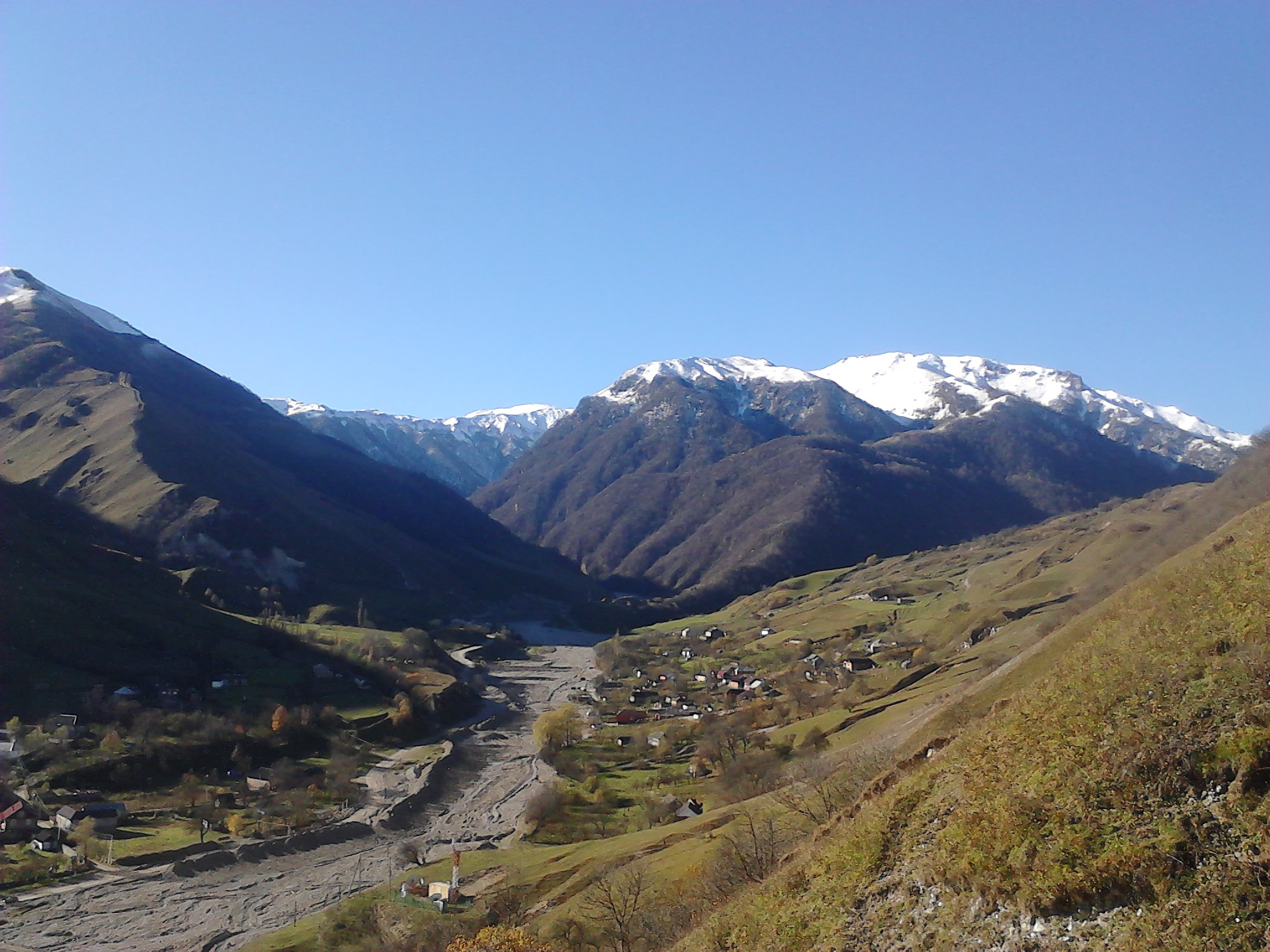
Village de Xoraça.

### Topographie et hydrographie

Carte topographique de la Tchétchénie.

La partie nord de la Tchétchénie - de la frontière nord de la république à la vallée de la rivière Terek - est une plaine qui est la composante sud de la plaine de Terek-Koum (en). Dans la partie sud de la plaine de Terek-Koum, se trouve le désert de Pritersky. Son relief est dominé par des crêtes de sable, s'étendant dans une direction latitudinale qui coïncide avec les vents dominants.
Au sud de la vallée de Terek, la majeure partie des hautes terres de Terek-Sunzhensky traverse le territoire de la Tchétchénie, constituée de deux plis anticlinaux de chaines basses, s'étendant dans une direction latitudinale - Tersky et Sunzhensky (séparés par l'étroite vallée d'Alkhanchurt). La partie orientale de la chaîne Tersky se distingue en une chaîne Bragunsky distincte et, plus à l'est, dans la chaîne Gudermes ; la partie orientale de la chaine Sunzhensky se sépare en la chaine Groznensky. Tous ces massifs ont un relief doux.
Entre les hautes terres de Terek-Sunzhensky et le massif du Grand Caucase se trouve la plaine tchétchène fertile - le territoire le plus densément peuplé et le plus développé de la république tchétchène (il fait partie de la plaine de Terek-Sunzhensky, à l'ouest de laquelle, en dehors de la Tchétchénie, la plaine ossète/ingouche se distingue). La plaine diminue progressivement vers le nord-est de 350 m à 100 m, sa surface est divisée par les vallées de nombreuses rivières la traversant dans le sens méridional ; dans les dépressions et les vallées fluviales, des parcelles mineures de forêt ont été préservées.
La partie sud de la République tchétchène, la Tchétchénie montagneuse, se trouve sur une partie du versant nord du Grand Caucase.
Le mont Teboulo est le pic le plus haut de la Tchétchénie et culmine à 4 493 m.
Les rivières principales sont :
1. Le Terek ;
2. La Sounja ;
3. L’Argoun.

Les principaux lacs de la république sont : Galantchoj, Guékhi-Am, Kezenoïam, Tchentiï-Am et Vezik-Om. Le lac Kezenoïam est le lac le plus profond (72 m) et le plus vaste (2 km2) en Ciscaucasie.

### Géologie et risques naturels
Le sol tchétchène recèle d'importantes réserves de pétrole (plus de 30 gisements dont les plus importants sont proches de Grozny et de Goudermes), de gaz naturel, de calcaire et de marne.
La Tchétchénie se trouve dans une zone de sismicité élevée (magnitude potentielle de 7) avec une profondeur inférieure à 40 km.

### Climat
Le climat de la Tchétchénie, continental, dépend de sa localisation au Nord du Caucase, proche de la Caspienne, ainsi que de son relief. La Tchétchénie se caractérise par des étés chauds et des hiverts courts et froids. Les températures moyennes en janvier sont de −3 °C dans le nord de la république, de −4 °C dans le centre, et de −5 à 12 °C dans les montagnes du sud. En juillet, les températures moyennes varient de +25 °C dans le nord, de +23 °C dans le centre et de +21 à 25 °C dans les montagnes.
Les précipitations en Tchétchénie se distribuent de manière inégale. Si la plaine du Terek-Kouma est sèche, avec 300–400 mm en moyenne annuelle, les précipitations augmente en direction du sud, avec en moyenne 400 à 600 mm dans le centre annuellement. Les versants nord du Grand Caucase reçoivent davantage de précipitations grâce aux vents humides venant de l'ouest. Les versants occidentaux reçoivent ainsi plus de précipitations que les versants orientaux, tandis que les vallées les plus profondes reçoivent en moyenne moins de précipitations que les versants alentours. La vallée de l'Alkhanchurt est reconnue pour son aridité. En moyenne dans la partie montagneuse du sud, les précipitations annuelles sont de l'ordre de 600 à 1 200 mm. Une grande partie des hautes altitudes du sud sont recouvertes de neige pour une grande partie de l'année, et les neiges éternelles commencent à 3 800 m. Les foehns, vents secs et chauds, descendent les vallées en hiver et au printemps.

### Flore et faune
Dans la vallée sèche de Terek-Koum, la végétation dominante est composée essentiellement d'armoises et de salsolas, tandis que dans la Vallée tchétchène la végétation est celle des steppes ou des steppes boisées — on y trouve entre autres des fétuques et des stipes à feuilles pennées. Les montagnes (jusqu'à 2 200 m d'altitude) sont couvertes de forêts tempérées caducifoliées. Plus haut, s'ouvrent ensuite les étages subalpins.[réf. nécessaire]
La faune de la Tchétchénie est relativement variée : on y trouve de nombreux rongeurs et reptiles, des oiseaux de la région (grande outarde, canard et oie sauvages, faisan du Caucase, etc.). Dans les montagnes on croise la fouine, la martre des pins, l'ours brun, le sanglier, le chevreuil. le chat sauvage et le loup, dans les prés — les vautours à tête noire et les tétras du Caucase. L'ours brun a beaucoup été victime des conséquences des nombreuses guerres de Tchétchénie.

### Réseaux de communication et de transport

#### Routes

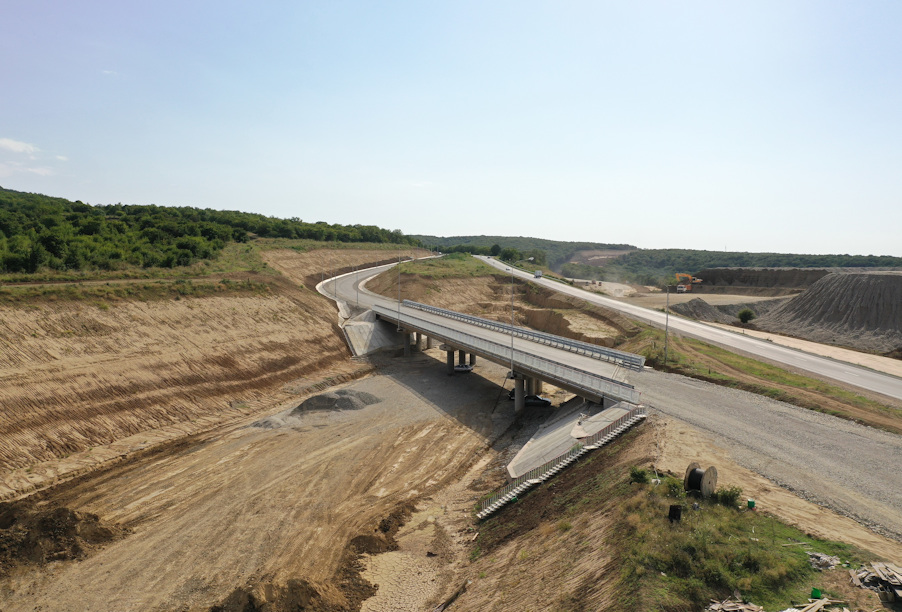
Construction d'une autoroute en Tchétchénie en 2021.

Les guerres ont eu un impact considérable sur l'état des routes tchétchènes. Par la suite, les routes les plus empruntées ont été renouvelées, en majorité celles de Grozny[réf. nécessaire]. La route fédérale R217, qui va de la M4 à la frontière avec l'Azerbaïdjan en desservant les villes de Ciscaucasie, traverse d'ouest en est la république.

#### Voies aériennes et aéroport
Le 5 octobre 2006 l'aéroport de Grozny (code AITA : GRV) a ouvert ses portes après sa reconstruction à la suite des destructions quasi totales causées par les conflits armés. Actuellement, l'aéroport dessert Moscou, Tioumen, Istanbul et Saint-Pétersbourg.

## Histoire

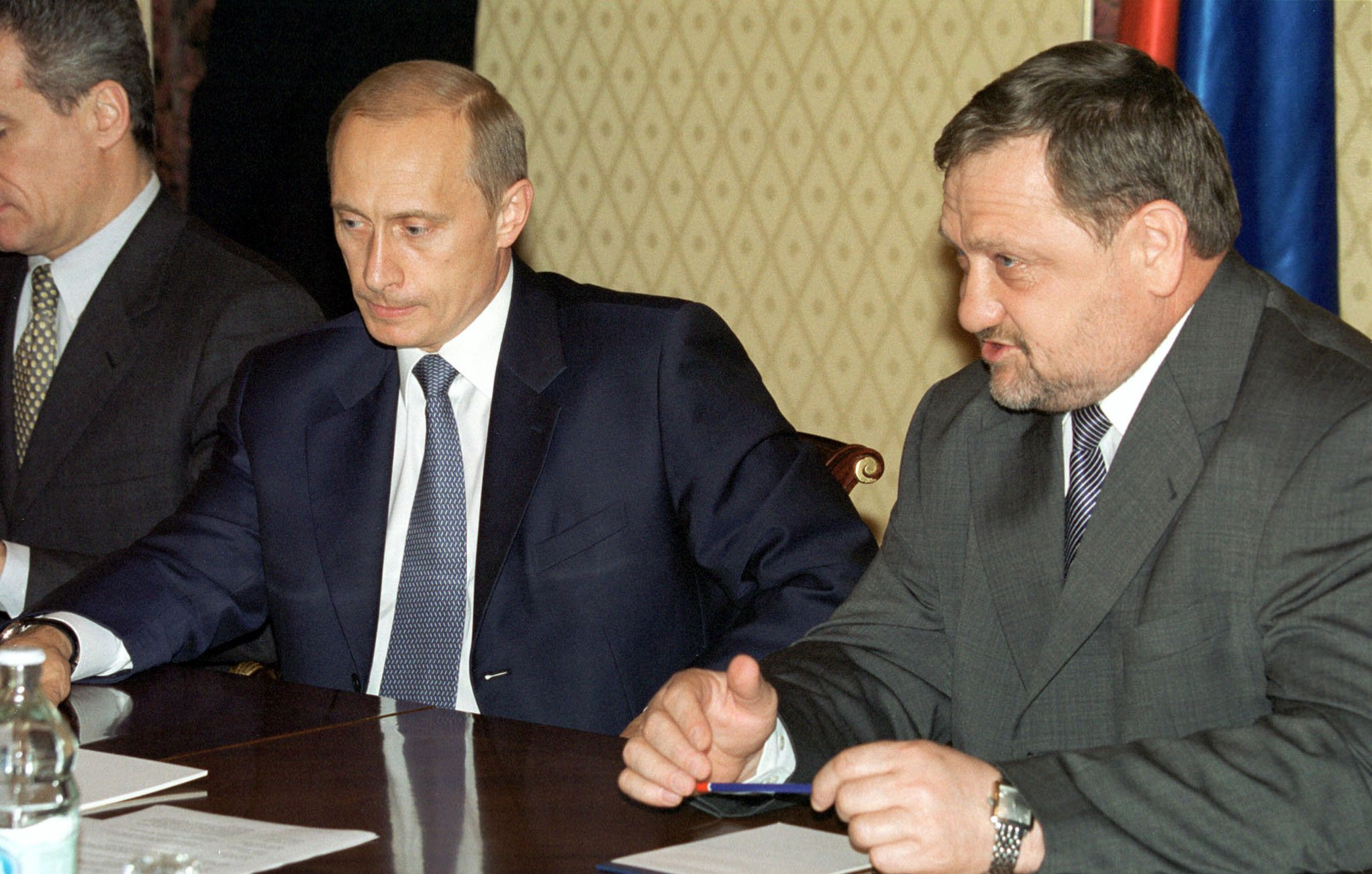
Vladimir Poutine avec Akhmat Kadyrov, alors chef de l'administration de la République tchétchène, lors d'une réunion avec des représentants de la diaspora tchétchène, le 17 April 2002.

Ancienne république socialiste soviétique autonome, la Tchétchénie-Ingouchie s'est proclamée république socialiste soviétique le 24 mai 1991. Après le renversement de son Soviet suprême (ru) par des membres du Congrès national du peuple tchétchène (en) le 6 septembre 1991, elle est divisée entre la république tchétchène d'Itchkérie et la république d'Ingouchie le 1er octobre 1991. Le président tchétchène Djokhar Doudaïev, élu en octobre, déclare l'indépendance de la république tchétchène d'Itchkérie le 1er novembre 1991 tandis que l'Ingouchie choisit de rester dans le giron de la RSFS de Russie le 1er décembre 1991.
En 1994, la première guerre de Tchétchénie est menée par le président russe Boris Eltsine contre la république tchétchène d'Itchkérie, en réponse à son refus d'intégrer la fédération de Russie. Elle se solde par un échec des Russes à prendre le contrôle de la république et un cessez-le-feu est signé en août 1996. Les troupes russes quittent alors le territoire,.
En 1997, l'indépendantiste modéré tchétchène Aslan Maskhadov est élu, mais ne parvient pas à maintenir l'ordre, mis à mal par le développement de mouvements fondamentalistes islamistes dans le pays. Plusieurs attentats non revendiqués se succèdent à Moscou. Président par intérim après la démission d'Eltsine en 1999, Vladimir Poutine accuse la Tchétchénie et déclare vouloir « buter les terroristes tchétchènes jusque dans les chiottes ». Il lance alors une « opération antiterroriste », plus tard connue sous le nom de seconde guerre de Tchétchénie. Les Russes s'emparent de Grozny en 2000 et reprennent le contrôle de la Tchétchénie. Le mufti pro-russe Akhmad Kadyrov (qui avait été auparavant chef des indépendantistes tchétchènes avant de changer de camp) est ensuite élu aux élections présidentielles tchétchènes le 5 octobre 2003 à 80% après un scrutin qualifié de mascarade par les observateurs,. Des actes de guérilla de la part des indépendantistes continueront jusqu'en 2009.
Akhmad Kadyrov est assassiné en 2004. Son fils Ramzan devient alors Premier ministre à 27 ans, mais est de facto leader du pays. Puis, ayant atteint l'âge minimal légal requis, il devient à 30 ans président de la Tchétchénie en 2007 sur proposition de Vladimir Poutine, ratifiée par la quasi-unanimité du parlement tchétchène,.
La Russie reconstruit la Tchétchénie en bâtissant mosquées et diverses infrastructures.
Ramzan Kadyrov renforce alors le caractère conservateur de la République Tchétchène en ce qui concerne la religion, l'islam étant pratiqué par la majorité des Tchétchènes. Selon le géographe Jean Radvanyi, il s'inspire notamment de la charia sans toutefois tomber dans l'islamisme radical : la république bénéficie en effet d'une certaine autonomie à l'égard des lois de la fédération de Russie. L'histoire des massacres commis lors des deux guerres de Tchétchénie est effacée au profit d'un récit en faveur du Kremlin et de Ramzan Kadyrov.

## Politique et administration

### L'organisation des pouvoirs

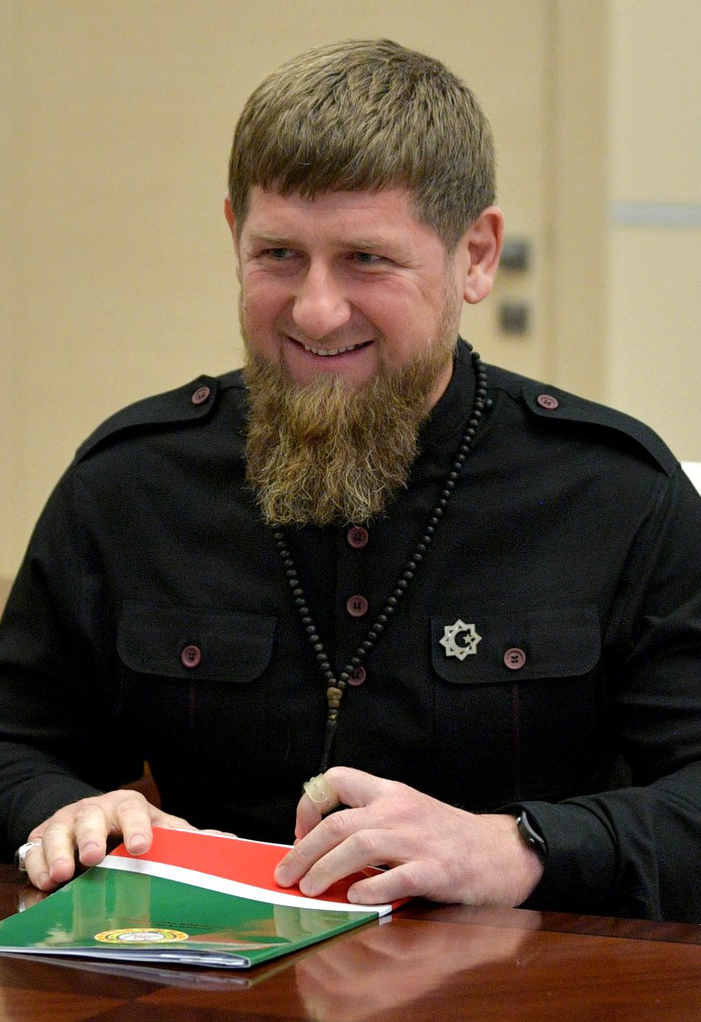
Le président actuel de la Tchétchénie, Ramzan Kadyrov, en 2018.

La Tchétchénie est une république présidentielle dirigée par un régime autoritaire, voire dictatorial imposé depuis 2007 par le président Ramzan Kadyrov,,.
- Le gouvernement est constitué de 8 membres et 14 ministres sectoriels. Le Président dispose du Cabinet (Apparat) composé de plusieurs départements spécialisés ou sectoriels.
- Le parlement, à nouveau monocaméral depuis décembre 2007[25], se compose de 41 députés. Le Parti pro-Kremlin Russie unie avait obtenu 61 % des voix lors du scrutin de 2005. Depuis l'élection de 2016, ce parti domine l'assemblée avec 37 sièges sur 41. Russie juste et le Parti communiste de la fédération de Russie ne disposent chacun que de deux sièges.
- Le Conseil d'État (Gossoviet), composé de 34 membres, est un organe représentatif des raïons administratifs de la république. Il joue un rôle consultatif auprès du Parlement.

Après des années de conflit, le Kremlin a mis l’accent sur la mise en place d'organes législatifs et exécutifs démocratiques tchétchènes qui doivent fonctionner selon la Constitution de la fédération de Russie. La restauration d’un État de droit est avancée par Vladimir Poutine comme gage ultime de normalisation et de non-retour au régime de la junte militaire.[réf. nécessaire]
À la suite de l’adoption, à une grande majorité et au suffrage universel, d'une Constitution pro-fédérale en mars 2003 et après les deux élections présidentielles d'octobre 2003 et d'août 2004, la république a élu son parlement, le 27 novembre 2005. Ainsi, avec ces dernières élections, le processus de mise en place d'un nouveau pouvoir en Tchétchénie a été achevé[réf. nécessaire]. « Les élections ont officiellement clos le rétablissement du système constitutionnel de la République », a déclaré M. Poutine cité par l'agence de presse Interfax.

### Dirigeants
Liste des chefs et présidents de la République :
- Dokou Zavgaïev, 1995-1996.
- Akhmad Kadyrov, 2000-2004 : ancien mufti de la république tchétchène d'Itchkérie (1995-1999), assassiné lors de l'attentat du stade de Grozny le 9 mai 2004 (Jour de la Victoire).
- Sergueï Abramov, 2004 : par intérim.
- Alou Alkhanov, 2004-2007.
- Ramzan Kadyrov, depuis 2007.

#### Tendances politiques, partis et élections
La dernière élection en Tchétchénie date de 1997 et est remportée par Aslan Maskhadov, après la première guerre de 1994-1996, remportée par les Tchétchènes.
Cependant depuis la série d'attentats terroristes en Russie, dont les rebelles tchétchènes furent accusés, la Russie ne tolère plus aucune élection libre, contrairement aux autres républiques de la fédération de Russie, où subsiste l'opposition systémique. Seul le gouvernement russe décide du président de la république de Tchétchénie qu'il nomme lui-même, et dont il décide de la durée du mandat, et la Tchétchénie est l'une des seules républiques de Russie où il n'existe aucun droit d'opposition politique : les rares personnes qui manifestent une opposition au président de la république de Tchétchénie, Ramzan Kadyrov sont généralement chassées, persécutées, ou bien arrêtées afin d'être torturées, emprisonnées, voire assassinées.

#### Résultats électoraux
| Scrutin | 1er tour | 1er tour | 1er tour | 1er tour | 1er tour | 1er tour | 1er tour | 1er tour | 1er tour | 1er tour                 | 1er tour                 | 1er tour                 | 2d tour                  | 2d tour                  | 2d tour                  | 2d tour                  | 2d tour                  | 2d tour                  | 2d tour                  | 2d tour                  |
| Scrutin | 1er      | 1er      | %        | 2e       | 2e       | %        | 3e       | 3e       | %        | 4e                       | 4e                       | %                        | 1er                      | %                        | 2e                       | %                        | 3e                       | %                        | 4e                       | %                        |
| --- | -------- | -------- | -------- | -------- | -------- | -------- | -------- | -------- | -------- | ------------------------ | ------------------------ | ------------------------ | ------------------------ | ------------------------ | ------------------------ | ------------------------ | ------------------------ | ------------------------ | ------------------------ | ------------------------ |
| Présidentielle 2012 |          | ER       | 99.76    |          | KPRF     | 0.03     |          | SRZP     | 0.03     |                          | LDPR                     | 0.02                     | Victoire au premier tour | Victoire au premier tour | Victoire au premier tour | Victoire au premier tour | Victoire au premier tour | Victoire au premier tour | Victoire au premier tour | Victoire au premier tour |
| Gouvernorale 2016 |          | ER       | 97,94    |          | PR       | 0,84     |          | KPRF     | 0,63     |                          | SRZP                     | 0,53                     | Tour unique              | Tour unique              | Tour unique              | Tour unique              | Tour unique              | Tour unique              | Tour unique              | Tour unique              |
| Législative régionale 2016 |          | ER       | 87,66    |          | SRZP     | 5,63     |          | KPRF     | 5,31     |                          | Patriotes                | 1,34                     | Tour unique              | Tour unique              | Tour unique              | Tour unique              | Tour unique              | Tour unique              | Tour unique              | Tour unique              |
| Présidentielle 2018 |          | ER       | 91.44    |          | KPRF     | 4.62     |          | ROS      | 1.18     |                          | Iabloko                  | 0.75                     | Victoire au premier tour | Victoire au premier tour | Victoire au premier tour | Victoire au premier tour | Victoire au premier tour | Victoire au premier tour | Victoire au premier tour | Victoire au premier tour |
| Législative 2021 |          | ER       | 96.13    |          | SRZP     | 0,93     |          | KPRF     | 0,75     |                          | RPSS                     | 0,33                     | Tour unique              | Tour unique              | Tour unique              | Tour unique              | Tour unique              | Tour unique              | Tour unique              | Tour unique              |
| Gouvernorale 2021 |          | ER       | 99,70    |          | SRZP     | 0,15     |          | KPRF     | 0,12     |                          |                          |                          | Victoire au premier tour | Victoire au premier tour | Victoire au premier tour | Victoire au premier tour | Victoire au premier tour | Victoire au premier tour | Victoire au premier tour | Victoire au premier tour |
| Législative régionale 2021 |          | ER       | 89,20    |          | SRZP     | 5,59     |          | KPRF     | 5,16     | Victoire au premier tour | Victoire au premier tour | Victoire au premier tour | Victoire au premier tour | Victoire au premier tour | Victoire au premier tour | Victoire au premier tour | Victoire au premier tour |                          |                          |                          |
| Présidentielle 2024 |          | ER       | 98.99    |          | LDPR     | 0.50     |          | KPRF     | 0.29     |                          | NL                       | 0.15                     | Victoire au premier tour | Victoire au premier tour | Victoire au premier tour | Victoire au premier tour | Victoire au premier tour | Victoire au premier tour | Victoire au premier tour | Victoire au premier tour |
| Ces chiffres de la Commission électorale centrale sont donnés à titre indicatif. Les élections ne sont pas considérées comme libres, pluralistes et justes en Russie,. |          |          |          |          |          |          |          |          |          |                          |                          |                          |                          |                          |                          |                          |                          |                          |                          |                          |

### Représentation fédérale

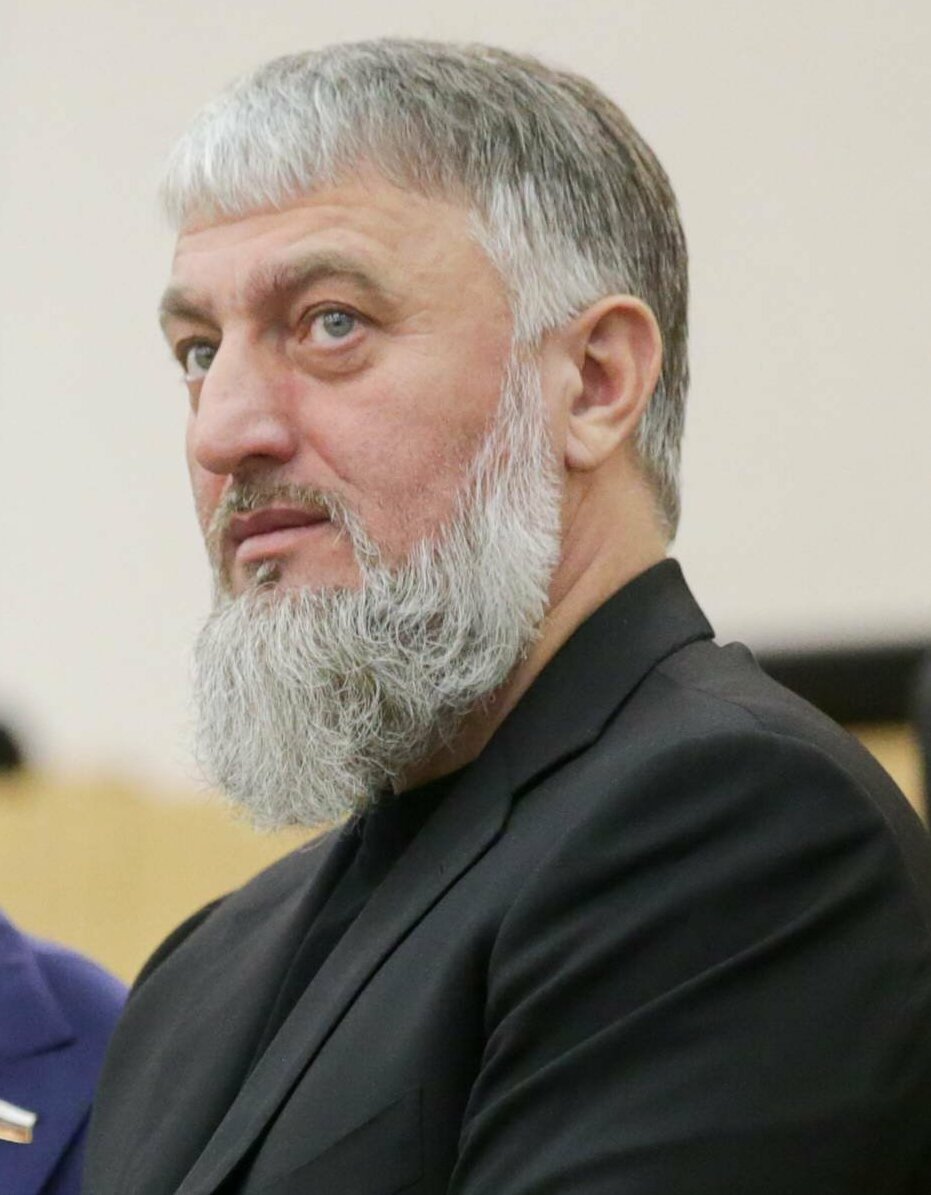
Adam Delimkhanov, député à la Douma pour la Tchétchénie.

La république de Tchétchénie est l'un des sujets de la fédération de Russie, et elle est soumise aux mêmes règles que les autres sujets et doit respecter la Constitution russe de 1993. La république forme pour les élections législatives russes la circonscription électorale de Tchétchénie (no 36, at-large). La circonscription élit un député à la douma d'État, qui est pour la VIIIe législature élue en 2021 Adam Soultanovitch Delimkhanov (Russie unie).
La république, comme chaque sujet, est représentée au Conseil de la fédération par deux sénateurs. Le premier est élu par le pouvoir législatif (le conseil) de la république et le représente, tandis que le second est nommé par le pouvoir exécutif (gouvernement) de la république et le représente. Le conseil et le gouvernement élisent leurs représentants lorsqu'ils prennent leurs fonctions respectives. Le représentant du gouvernement est Souleïman Gueremeïev (Russie unie) de septembre 2021 à septembre 2026, tandis que le représentant du conseil est Mokhmad Akhmadov (Russie unie) de septembre 2021 à septembre 2026.

### Mouvements séparatistes actuels
Certains[Lesquels ?] représentants tchétchènes indépendantistes se trouvent toujours en activité à l'étranger, où ils reçoivent un soutien politique et financier ou une couverture médiatique, grâce, notamment, au travail de relations publiques qu'ils mènent[réf. nécessaire].
Deux gouvernements en exil, celui de Dokou Oumarov (depuis 2006) et celui de Akhmed Zakaïev (depuis 2007) maintiennent cette opposition indépendantiste[réf. nécessaire].
Akhmed Zakaïev, représentant du gouvernement déchu d'Aslan Maskhadov, est réfugié à Londres,. La Russie tente d'obtenir son extradition des pays européens, où il fait sporadiquement des apparitions comme au Danemark ou en Pologne,. Bien que considéré comme un modéré, la Russie l'accuse de liens avec le terroriste Chamil Bassaïev, chef de guerre et organisateur déclaré de plusieurs attentats meurtriers dont celui de Beslan en 2004,.

### Découpage administratif

#### Subdivision actuelle
Les raïons :
1. Naourski (Наурский район)
2. Chelkovskoï (en) (Шелковской район)
3. Nadtéretchny (en) (Надтеречный район)
4. Groznenski (en) (Грозненский район)
5. Goudermesski (en) (Гудермесский район)

Division territoriale de la Tchétchénie.

6. Atchkhoï-Martanovski (Ачхой-Мартановский район)
7. Ourouss-Martanovski (en) (Урус-Мартановский район)
8. Sernovodsky (en) (Серноводский район)
9. Chalinski (en) (Шалинский район)
10. Kourtchaloevski (en) (Курчалоевский район)
11. Itoum-Kalinski (en) (Итум-Калинский район)
12. Chatoïski (en) (Шатойский район)
13. Védenski (en) (Веденский район)
14. Nojaï-Iourtovski (en) (Ножай-Юртовский район)
15. Charoïski (en) (Шаройский район)

Les chefs-lieux des raions – (population à la date du 1er janvier 2008) :
1. Znamenskoïé
2. Naourskaïa
3. Atchkhoï-Martan
4. Ourous-Martan (48 700 hab.)
5. Grozny (capitale) (226 100 hab.)
6. Chali (44 200 hab.)
7. Goudermes (41 200 hab.)
8. Chelkovskaïa
9. Itoum-Kalé
10. Chatoï
11. Vedeno
12. Nojaï-Io

### Symboles
Le symbole tchétchène est le loup (en). Pour les Tchétchènes, il personnifie le courage, l'habileté et l'intelligence.

### Éducation et santé
Le système éducatif est le même qu'en Russie. Chaque enfant entre en première classe (le CP), jusqu'à la onzième classe (la Terminale), mais il restera dans le même groupe durant toute sa scolarité. Cela veut dire qu'il sera pendant onze ans avec le même enseignant et les mêmes élèves[réf. nécessaire]. Lorsqu'il arrive en onzième classe, il doit passer l'Examen pour entrer à l'université.

### Droits humains
Des journalistes et défenseurs des droits de l'homme accusent Ramzan Kadyrov d'avoir instauré une sévère dictature en Tchétchénie, de semer la terreur dans la population, d'enlever, torturer et exécuter divers suspects et innocents sans inculpation ni jugement,,,,, d'emprisonner de rares voix dissidentes en les faisant condamner sur la base d'accusations truquées, d'intimider, contraindre de s'excuser et humilier devant les caméras des internautes critiquant son pouvoir,,, de forcer les employés du secteur public et les étudiants à prendre part aux rassemblements de masse (meetings, soubbotniks, matchs de football, flashmobs) en menaçant de licencier les uns et d'exclure les autres,,,,, d'avoir bâclé les travaux de reconstruction dans la République en détournant une partie de l'argent destiné à cette fin, et de ponctionner les salaires des fonctionnaires au profit de sa mystérieuse « fondation Kadyrov ».

#### Droits LGBT
Depuis 2017, il y a une persécution des homosexuels en Tchétchénie. En avril 2017, Novaya Gazeta, un journal d’opposition russe affirme que les autorités tchétchènes ont mené un projet de répression des homosexuels, les arrêtant et parfois les battant à mort,,. Selon plusieurs témoignages, les autorités tchétchènes encouragent les familles à tuer leurs enfants homosexuels. À la suite de ces révélations, fondées sur les témoignages de survivants, les journalistes ont été menacés par des responsables tchétchènes et des dirigeants religieux. En mai 2017, la situation est telle que certains pays de l'Union européenne décident d'accorder des visas aux homosexuels tchétchènes persécutés. En 2017, le chanteur Zelimkhan Bakaev disparaît après avoir été arrêté sur des soupçons d'homosexualité.

## Population et société

### Démographie
| 1989      | 2002      | 2010      | 2021      |
| --------- | --------- | --------- | --------- |
| 1 275 513 | 1 103 686 | 1 268 989 | 1 510 824 |

La Tchétchénie possède le taux de fécondité le plus élevé de tous les sujets fédéraux de Russie (2,74 enfants par femme en 2022).

### Composition ethnique
La composition ethnique d'après le recensement de 2021 est la suivante :
| Ethnie      | Nombre    | Pourcentage |
| ----------- | --------- | ----------- |
| Tchétchènes | 1 456 792 | 96,4 %      |
| Russes      | 18 225    | 1,2 %       |
| Koumyks     | 12 184    | 0,8 %       |
| Avars       | 4 079     | 0,3 %       |
| Autres      | 19 544    | 1,3 %       |

Selon les ONG, entre 100 000 à 300 000 civils ont péri lors des conflits entre 1994 et 2000. D'après les recensements officiels russes de 1989 et de 2002, la population tchétchène est actuellement plus nombreuse qu'avant le début des hostilités. Le nombre total des citoyens de nationalité tchétchène en fédération de Russie en 2002 était de 1 360 253 personnes, dont 1 031 647 résident en Tchétchénie même, contre 899 000 en 1989 dans toute la Russie dont 734 000 en Tchétchénie.
Les Tchétchènes sont le peuple du Caucase du Nord le plus nombreux. La population du groupe ethnique russe a beaucoup baissé : en 1985, il y avait environ 150 000 Russes, et ils ne sont que 24 382 en 2010. Mais avant 1992, et la chute de l'URSS, de nombreux Russes étaient présents en Tchétchénie, dans un cadre professionnel, avec des contrats qui dépassaient rarement les 2 ans de présence sur le territoire.
Il existe aussi un groupe minoritaire issu d'unions entre Tchétchènes et Russes, et qui souvent éprouvent des difficultés à se définir comme appartenant à un groupe ethnique en particulier[réf. nécessaire]. Les autres groupes minoritaires sont les Coumykes, les Ingouches, les Ukrainiens, les Kazakhs, les Azerbaïdjanais, les Arméniens, etc.[réf. nécessaire]
En 1940, il y avait un petit groupe d'Allemands en Tchétchénie, estimé entre 500 et 1000 personnes, souvent issus de la communauté des Allemands de la Volga. Entre 1944 et 1947, ils sont tous déportés en représailles à la guerre contre l'invasion allemande, entre 1941 et 1945 sur l'ordre de Staline.

### Religions
L'islam sunnite, apparu au VIIe siècle, est la principale religion de la république. En 2002, 94% des Tchétchènes étaient musulmans, contre 69% en 1989. Une minorité russe de Tchétchénie est orthodoxe russe.

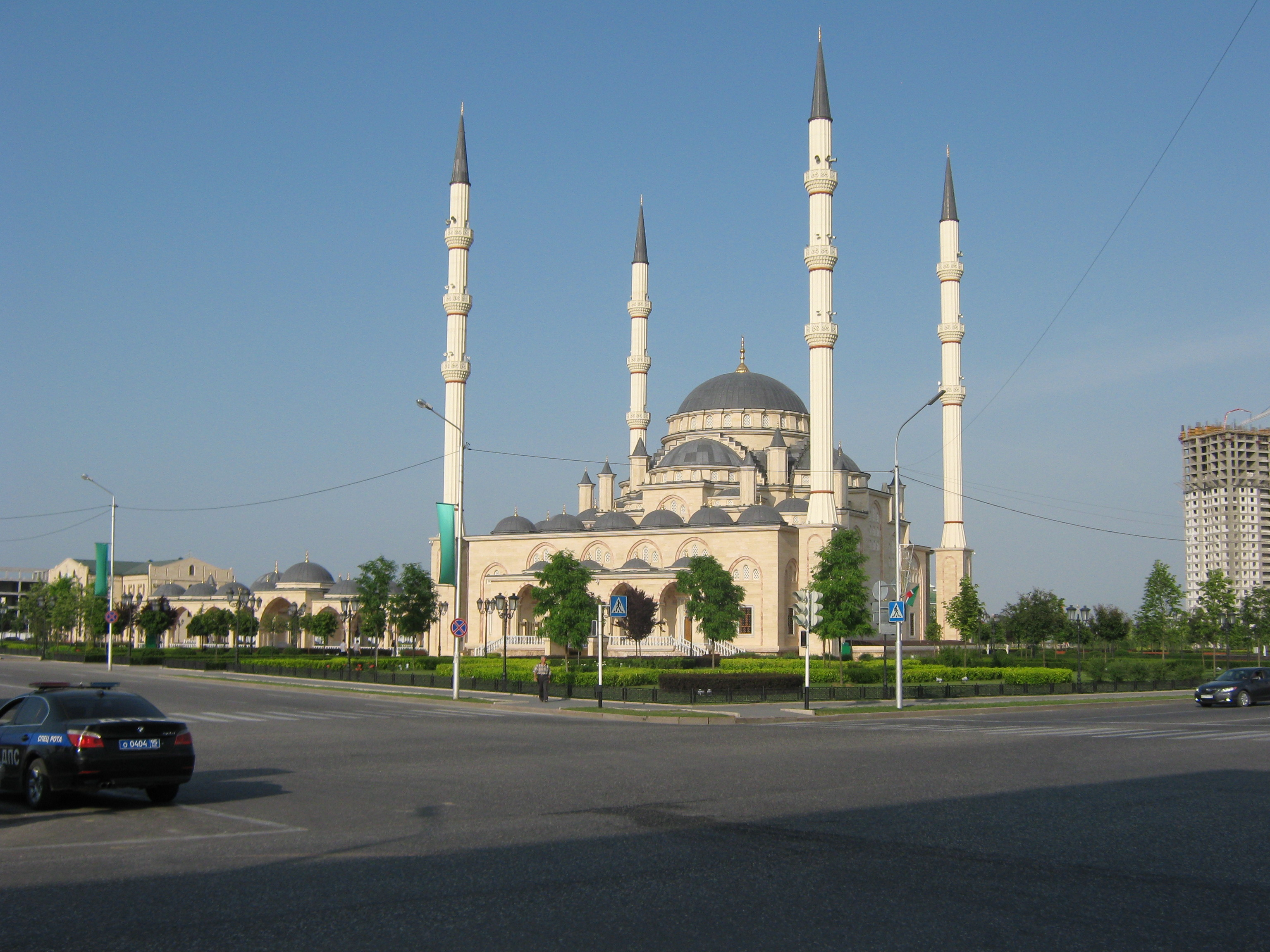
La mosquée Akhmad Kadyrov à Grozny, construite en 2008, remplace la statue de Lénine détruite pendant la guerre.

#### Islam
D'anciens cultes subsistent dans des régions reculées du Caucase, comme la vénération de sommets montagneux ou d'autres, plus répandus comme la vénération des arbres ou des vergers. Le christianisme arrive en Tchétchénie vers le Haut Moyen Âge, mais ne se développe que dans quelques régions montagneuses (où il en subsiste quelques traces dans des églises) et ne s'impose jamais, étant associé à des rites païens traditionnels. Il n'en reste quasiment que le calendrier, que les Tchétchènes gardent même après l'avènement de l'islam au XVIIe siècle.
Le Mekhk-Khel (« Conseil du pays ») ordonne au XVIIe siècle que toutes les communautés tchétchènes embrassent l'Islam. La charia est alors imposée, mais se heurte aux traditions tchétchènes qui accordent notamment une place importante au respect de la sphère privée. Le renforcement de l'Islam s'effectue ensuite à la fin du XVIIIe siècle avec la résistance menée par cheikh Mansour face au colonialisme russe.
L'islam pratiqué est modéré, se rattachant au soufisme, dont une des caractéristiques est le dhikr,. Une des confréries soufies présentes en Tchétchénie est la Qadiriyya.
Pendant l'ère soviétique, bien que le soufisme soit un courant pacifique, il est interdit de le pratiquer. L'islam est absent de la sphère publique, les différents rituels comme le pèlerinage ou le jeûne sont réalisés souvent dans la sphère familiale, clandestinement et ne peuvent pas s'effectuer dans leur entièreté. Entre la fin des années 1980 et le début des années 1990, les acteurs islamiques de l'URSS profitent de la politique de la perestroïka menée par Gorbatchev pour s'émanciper. De nombreuses mosquées sont alors rouvertes ou construites en Tchétchénie. Cette émancipation apporte un renouvellement de l'élite religieuse avec des étudiants qui peuvent se former à l'étranger, affranchis de l'influence du KGB. Mais elle mène également à l'introduction de mouvements islamistes (notamment le salafisme venu d'Arabie Saoudite) qui seront un facteur de déstabilisation de la république. Pendant la première guerre russo-tchétchène en 1994, avec l'arrivée de moudjahidine venus du Moyen-Orient, des courants extrémistes comme le wahabisme et le salafisme djihadiste se développent au sein d'une partie de la population. Les adeptes de ces mouvances considèrent que le soufisme est un islam dénaturé.
Après la guerre et son élection à la présidence en 1996 face au chef commando Chamil Bassaïev, le modéré Aslan Maskhadov fait entrer quelques leaders salafistes au gouvernement dans un objectif d'apaisement. Maskhadov perd alors la confiance de ses électeurs et de Moscou. Les salafistes en profitent pour s'imposer politiquement, notamment dans la sphère judiciaire. Ils créent des tribunaux chariatiques. Cependant, l'incompétence, la corruption des juges ainsi que les châtiments et les exécutions en public rendent impopulaires ces tribunaux auprès de la population tchétchène. En 1998, de violentes discordes apparaissent au sein du pouvoir entre salafistes et soufis. Le 15 juin, des combats éclatent à Goudermes entre ces deux groupes. Maskhadov exige que les salafistes quittent la ville. Ces derniers sont évacués après des négociations menées par Bassaïev, qui prend ensuite la tête des radicaux et s'installe au Daghestan voisin. Maskhadov révoque les salafistes du pouvoir. En 1999, les radicaux menés par Bassaïev reviennent à Grozny. Malgré la pression, un procès et l'exigence des radicaux d'imposer une république islamique, Maskhadov résiste et impose la loi chariatique qui ne sera jamais appliquée.
Malgré leur forte minorité, la capacité des salafistes à continuer d'exercer une influence s'explique par la faiblesse des théologiens soufis (comme le mufti Akhmad Kadyrov, futur président tchétchène). Ces derniers, ayant eu peu accès aux connaissances soufies depuis des dizaines d'années, peinent à faire face aux arguments de salafistes formés, qui prônent un Islam pur, reposant sur la Sunna et le Coran.
Depuis 2004, pour lutter contre l'islamisme radical, Ramzan Kadyrov, revient à une forme de soufisme, tendance Qadiriyya (avec Dhikr au moins en hommage hebdomadaire à son père assassiné Akhmad Kadyrov)[réf. nécessaire]. Cependant, de nombreux soldats islamistes tchétchènes partent combattre au sein de l'État islamique à partir de 2012.
À partir de 2007, Ramzan Kadyrov fait appliquer plusieurs règles de la charia, avec restreinte de certaines libertés individuelles et fondamentales. Ainsi, l'alcool se vend dans les villes moyennes, dans les mêmes proportions que certaines villes du reste de la fédération de Russie. Le port du voile est quasi obligatoire pour les femmes dans l'espace public et le hidjab est obligatoire pour les fonctionnaires et étudiantes,. Bien qu'imposant un discours religieux rigoriste, Kadyrov réprime les mouvements djihadistes et, plus globalement, tout mouvement rigoriste s'opposant au régime.

#### Christianisme
Au haut Moyen Âge, les communautés des montagnes de Tchétchénie sont fortement influencées par le christianisme venu de Géorgie,. Des tentatives de christianisation furent entreprises par les différents peuples ayant conquis la région au cours des siècles (Romains, Byzantins, Russes), sans succès, cependant une minorité de Tchétchènes adoptèrent le christianisme orthodoxe (surement par l'intermédiaire des Géorgiens). Cependant, au cours du XVIIe et XVIIIe, la population tchétchène sera complétement islamisée, éradiquant toute présence païenne comme chrétienne, les tchétchènes chrétiens à cette époque seront pour la plupart convertis à l'islam, ceux qui refusaient la conversion sont expulsés et réfugiers dans les territoires chrétiens de l'Ossétie et la Géorgie. 
Les chrétiens orthodoxes représentent environ 2 % de la population, et sont surtout constitués de minorités ethniques essentiellement géorgiennes et ossètes. Les protestants évangéliques sont environ 2 000, et d'implantation récente. Il y aurait environ une centaine de catholiques. Des animistes, peu nombreux, peuvent se rencontrer dans les zones de haute montagne, où des rites chamaniques sont pratiqués avec les rites musulmans, dans le cadre de traditions orales.
Globalement, il est difficile de se dire agnostique ou athée en Tchétchénie, et ceux qui le sont sont très discrets ou se cachent. Avant 1992, la population est plutôt tolérante, ou indifférente à la religion, et ressemble à de nombreuses autres contrées de l'ex-URSS. Le regain religieux est plutôt la conséquence des guerres de Tchétchénie, ce qui fait renaître un sentiment identitaire, religieux, nationaliste, et communautaire, chez le peuple tchétchène.
Entre 1941 et 1944 les Tchétchènes (et les Ingouches) sont accusés de collaboration avec les Allemands. Les Tchétchènes qui collaborent alors le font plutôt pour échapper au joug stalinien et à la politique de collectivisation, sans aucune caractérisation religieuse. Lors de l'Opération Tchétchévitsa en février 1944, de nombreux Tchétchènes (500 000) sont déportés. Tout ce long passé violent entre Russie et Tchétchénie est désormais nié, avec la montée en puissance des forces spéciales tchétchènes, utilisées par la Russie dans les différents conflits.

### Langues
Le tchétchène est parlé par 85 à 90 % de la population.
Dans les grands espaces urbains, comme Grozny, au moins 90 % de la population parle parfaitement le russe. Le russe est obligatoire à l'école, dès la maternelle.
La langue russe est moins importante dans les zones rurales, mais y est parlée par au moins 75 % de la population. Il existe à Grozny une minorité de Tchétchènes qui ne parlent que le russe et qui représentent environ 10 % de la population. De petits groupes parlent des langues présentes dans le reste du Caucase comme l'ingouche, le laze, l'azéri, le géorgien ou encore l'arménien.
Les langues étrangères sont peu pratiquées, et il est difficile pour un étranger qui ne parle pas le russe de se faire comprendre. Toutefois, l'anglais, l'allemand, le farsi (persan), et le turc, sont des langues étrangères enseignées à Grozny à l'université. L'allemand et l'anglais sont des langues proposées dans les collèges et lycées, et il est possible d'apprendre le farsi ou le turc dans certains lycées de la république, surtout à Grozny.

### Sports

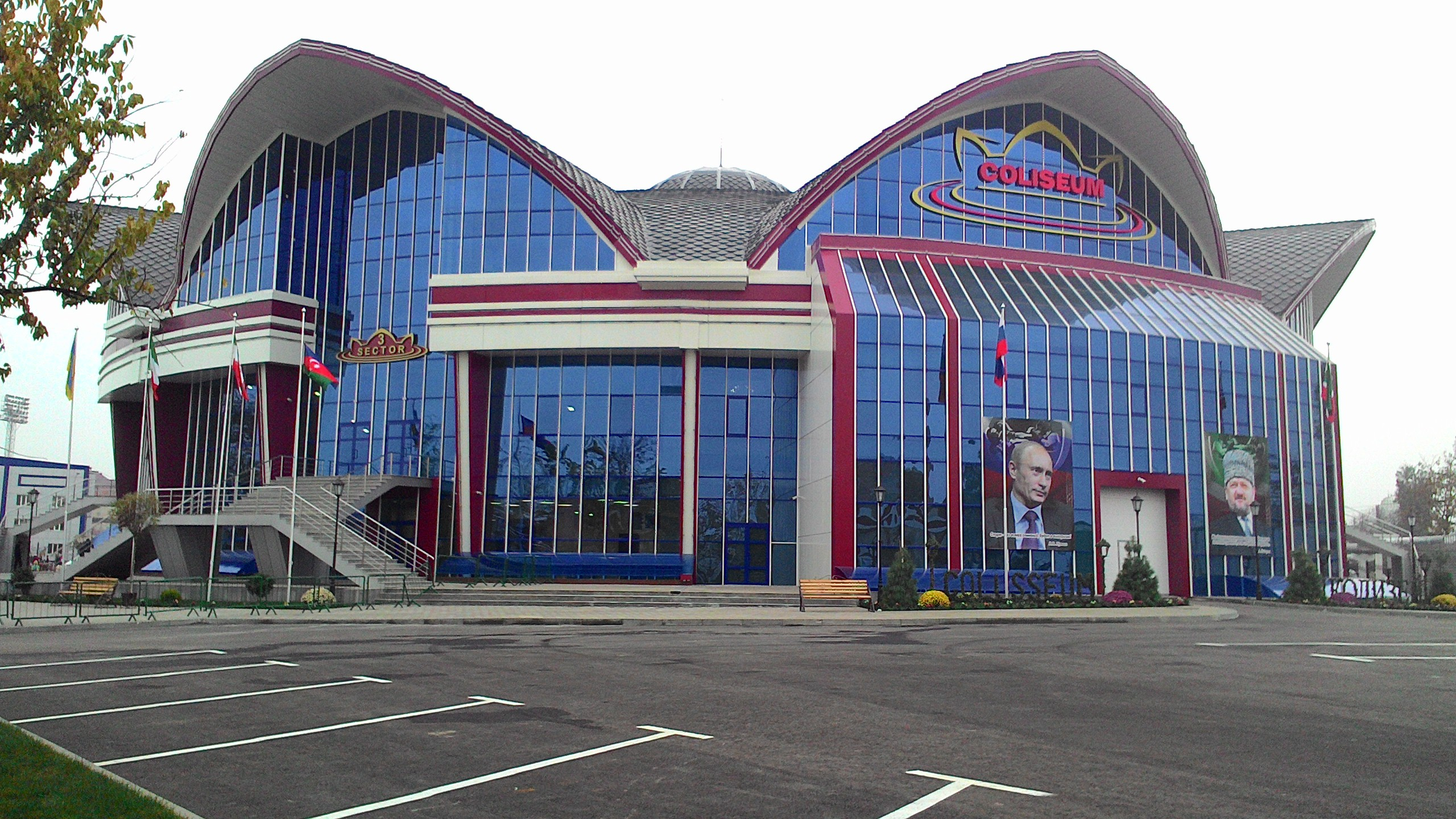
Le Coliseum de Grozny, accueillant des combats de boxe, ou autres sports de combats, inauguré pour le 38e anniversaire de Ramzan Kadyrov.

Le sport est très présent dans l'éducation tchétchène. Cette culture du sport remonte au Moyen Âge pendant lequel la force physique et la santé étaient perçues comme une richesse. Les Tchétchènes sont de très bons cavaliers et mêlent équitation et art des armes. Des compétitions de courses de chevaux, de lutte, d'art martiaux ou encore de lancers de pierre sont organisées régulièrement, y compris lors d'évènements traditionnels comme les mariages.
En Tchétchénie, les sports de combat tels que la lutte, la boxe, le MMA sont très pratiqués et prédominants[réf. nécessaire]. Plusieurs champions de lutte ou MMA sont issus de la Tchétchénie ou du Daghestan à l'image de Khabib Nurmagomedov, Zubaira Tukhugov ou encore Abdulrashid Sadulaev. Bien que de nombreux imams tchétchènes affirment que le Coran interdit certains sports de combats comme la boxe, ceux-ci sont tout de même pratiqués par de nombreux musulmans tchétchènes, souvent par attrait économique. En 2014, Ramzan Kadyrov nomme lui-même Salah-Haji Mezhiev mufti suprême de la région, lequel conseille à la jeunesse tchétchène de pratiquer un sport de combat. Cependant, pour les femmes, depuis l'arrivée au pouvoir de Ramzan Kadyrov, il est difficile de pratiquer un sport (considéré par certains comme contraire aux valeurs de l'islam) : elles doivent s'exiler à l'étranger pour en faire.
Le président Ramzan Kadyrov utilise le sport à des fins politiques, notamment en se mettant en scène dans une activité sportive ou en s'affichant régulièrement avec des personnalités comme le Daghestanais Khabib Nurmagomedov. Les portraits de Ramzan Kadyrov et de Vladimir Poutine, souvent accompagnés de slogans, sont omniprésents dans les lieux sportifs. Le sport permet également de maintenir la population jeune éloignée du tabac, de l'alcool, de la drogue ou de la délinquance.
La pratique intensive des sport de combats en Tchétchénie est inculquée dès l'enfance. Ceci est dû aux siècles de guerres, et d'invasions militaires auquel le peuple tchétchène a du se défendre contres des armées de pays étrangers sur leurs propres terre, ce qui à forgé dans la mentalité tchétchène un esprit guerrier et combattant, ce qui donne de nos jours une image du Tchétchène qui sont vus comme étant des hommes guerriers, virils, agressifs et violent physiquement, avec une réputation comme étant très fort en bagarre,,.

## Économie et développement
Pendant la période soviétique, la Tchétchénie est en proie à des difficultés économiques, accentuées par la déportation massive de ses habitants par Staline en 1944.

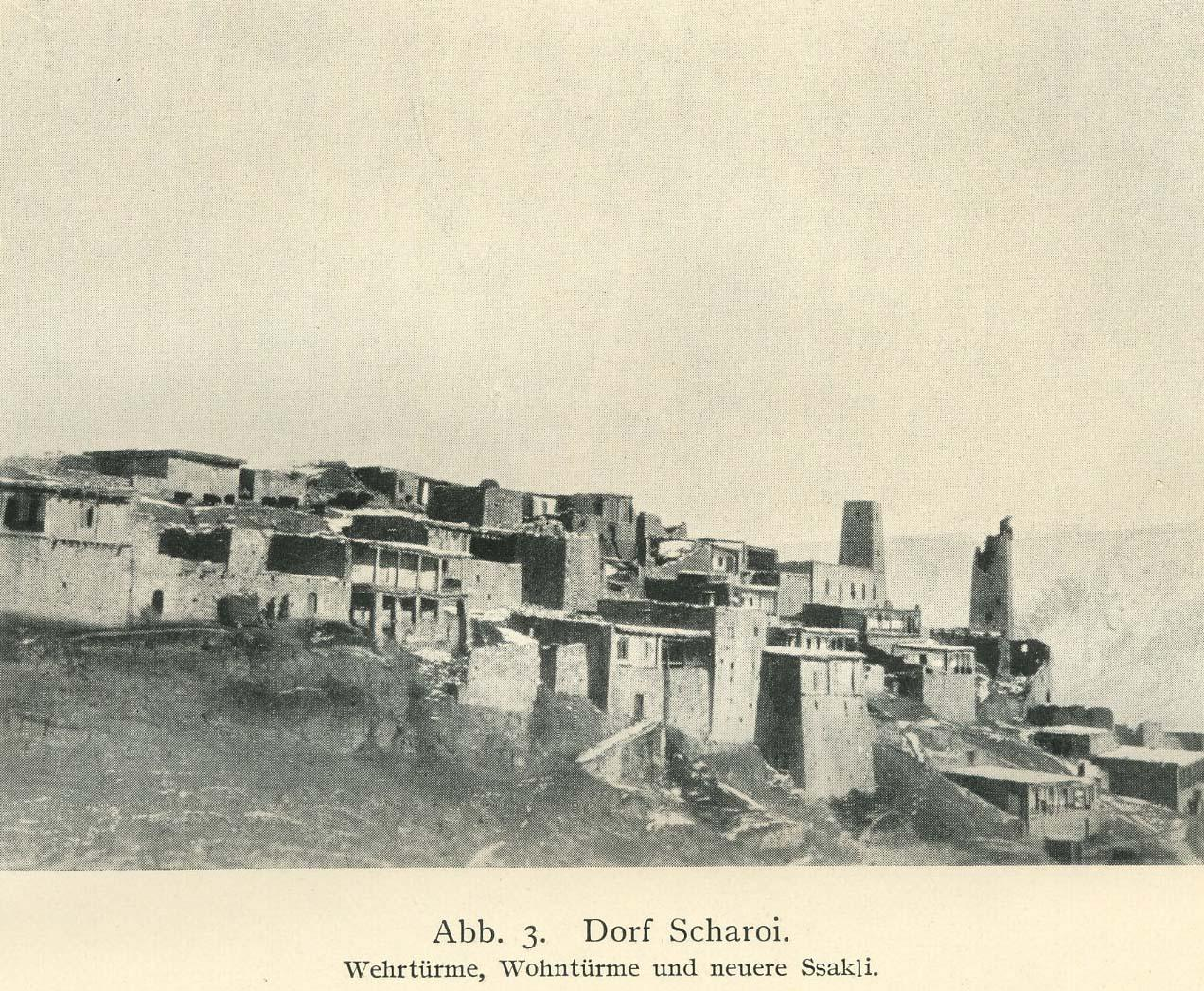
Aoul tchétchène, 19.

Le pays poursuit activement un programme de reconstruction résidentielle et industrielle, dont le but principal est de donner des logements convenables à la population, d'augmenter le PIB et de diminuer le chômage. À titre d'exemple, le combinat géant « Krasny Molot » — la plus grande entreprise de la république fondée en 1886, qui livrait de l'équipement pétrochimique dans 56 pays avant la guerre, a été entièrement détruit dans les années 1990. Sa reconstruction est terminée et le combinat est à nouveau opérationnel depuis le début 2006. L'aéroport de Grozny, le plus grand dans le Caucase du Nord, a rouvert en octobre 2006, entièrement rénové, avec une autoroute qui y mène depuis la capitale.
Depuis le début 2006, la reconstruction civile et résidentielle, effectuée sous la tutelle directe de Ramzan Kadyrov et financée en grande partie par sa fondation dont les fonds proviennent des prélèvements obligatoires auprès des hommes d'affaires tchétchènes, a fortement augmenté. Kadyrov, qui se rend régulièrement dans les chantiers, exige en septembre 2006 que le centre-ville de Grozny soit entièrement nettoyé des traces de guerre. Fin 2007, la ville est complètement reconstruite.
La compagnie publique pétrolière « Grozneftegaz » a extrait en 2005 2,2 millions de tonnes du pétrole et 500 000 m3 de gaz naturel (700 000 tonnes de pétrole en 2001, 1,5 million en 2002, 1,8 million en 2003 et 2 millions en 2004). Les analystes estimaient que les gisements tchétchènes devraient diminuer et s'attendent à ce que le volume d'extraction s'établisse à 1,8 million de tonnes vers 2008 et qu'il continue à descendre par la suite.

### Emploi, revenus de la population et développement humain
Parmi les problèmes importants qu'affronte la société tchétchène actuelle, il y a le niveau record de chômage (impossible à déterminer en raison de la prépondérance du travail non déclaré), le nombre de chômeurs officiels étant de 340 000 personnes en 2006. Le chômage de masse induit un important niveau de pauvreté.
Le budget de la Tchétchénie est d'environ 250 milliards de roubles (environ 6 milliards d’euros) en 2011[réf. nécessaire].

### Principaux secteurs de l'activité économique

#### Agriculture et agro-alimentaire

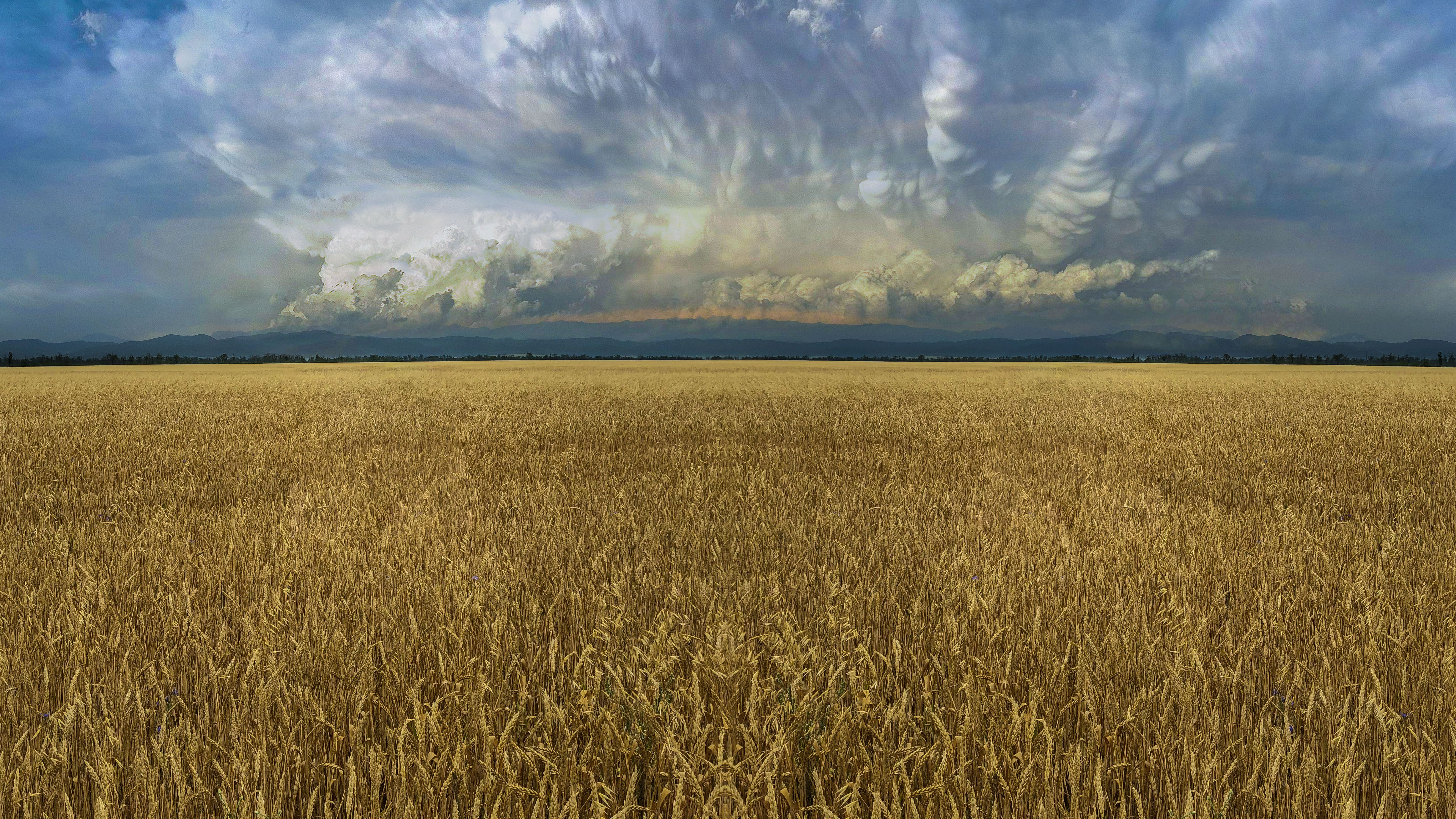
Champ de blé près de Jaşxoy-Marta.

Le volume de la production agricole est de 11 milliards de roubles (2010). La branche principale de l'agriculture est l'élevage (70 % de la production agricole) ; la production végétale représente 30 %.
Des céréales, des vignobles et des légumes sont cultivés en Tchétchénie. La superficie ensemencée des cultures agricoles en 2010 s'élevait à 189 000 hectares, dont les céréales pour 54 %, les cultures fourragères - 33 %, les cultures industrielles - 8 %, les pommes de terre et les cultures de légumes et de melons - 5 %. La production céréalière est de 126 000 tonnes, la betterave à sucre - 40 000 tonnes, les pommes de terre - 22 000 tonnes, les légumes - 26 000 tonnes.
L'élevage avicole et ovin est bien développé. L'élevage de bovins est en cours de développement. En 2010, le cheptel bovin s'élevait à 211 000, ovins et caprins - 195 000. Production de viande en poids carcasse : 21 000 tonnes, de lait : 263 000 tonnes (2010).
Ces dernières années, il y a eu une croissance régulière de la production agricole en Tchétchénie. De 2004 à 2010, l'indice de la production agricole a augmenté de 41 %.

#### Industrie et construction
En 2011, le volume de production de l'industrie tchétchène s'élevait à 13,6 milliards de roubles, dont l'industrie extractive représentait 32 %, l'industrie de transformation - 8 %, la production et la distribution d'électricité, de gaz et d'eau - 60 %.
Depuis 2008, l'industrie de la ville de Grozny est représentée par les grandes entreprises suivantes : Grozneftegas, Transmash, Usine électromécanique de Grozny, Electropult-Grozny, Usine de meubles expérimentaux de Grozny, Usine de confection Berkat, Conserverie Grozny.
À Gudermes, il y a une usine chimique et à Argun, Pishchemash (production de voitures « VAZ »), CHP, ZhBZ.

#### Commerce
Chiffre d'affaires du commerce de détail + 55,5 milliards de roubles (2009).
Le plus grand centre commercial de Tchétchénie est la ville de Grozny, qui représente plus de 50 % du commerce de détail de la république. Il y a beaucoup de magasins à Gudermes, les plus grands sont Detsky Mir, le centre commercial de Kosmos, le salon de meubles de l'Arizona, la maison de commerce de Zhemchuzhina et le marché central.

#### Place de la Tchétchénie dans l'économie russe
La Tchétchénie occupe une place relativement importante dans l'économie russe en raison de ses importantes ressources en pétrole et de gaz naturel, ainsi que des investissements immobiliers,. Elle est cependant très dépendante de Moscou et de ses investissements évalués à 125,6 milliards de roubles (1,6 milliard USD) en 2020.

## Culture locale et patrimoine
La culture tchétchène a une histoire millénaire ; son originalité ethnique a été influencée à la fois par sa situation géographique et son environnement ethnoculturel. Le folklore tchétchène est représenté par les genres suivants : mythologie (dont seuls des fragments ont été préservés), épopée héroïque, contes de fées, légendes, chansons (rituel, travail, berceuses, etc.), proverbes, folklore pour enfants, folklore religieux (hadis, nazms), œuvres de zhukhurgs et tyulliks.

### Architecture
Au 2 février 2024, selon le Comité gouvernemental de la République tchétchène pour la protection et l'utilisation du patrimoine culturel, la Tchétchénie recense 1644 objets patrimoniaux culturels, dont 759 sites inscrits au registre d'État unifié des objets du patrimoine culturel. Parmi ces derniers, le registre recense 205 objets d'importance fédérale et 554 objets d'importance régionale. Les objets comprennent des monuments médiévaux, des mosquées, des églises, de sites archéologiques, des sites historiques et autres.
Après la guerre, le patrimoine architectural existant jusqu'alors, notamment dans la capitale Grozny, a complètement été détruit. Il reste cependant dans les zones montagneuses, là où les bombardements russes ont été moins intensifs, des maisons habitées par la majorité des Tchétchènes avant leur déportation en 1944 dans l'URSS. Cette architecture spécifique, est un des seuls patrimoines encore existants en Tchétchénie[réf. nécessaire].
Il existe également quelques tours datant du haut Moyen Âge dans les montagnes[réf. nécessaire].
Depuis la reconstruction de la capitale, quelques édifices modernes s'élèvent dans la ville. L'ancienne bibliothèque Tchekhov (ru) avait été rasée et pillée pendant la première guerre en 1995. Le fonds bibliothécaire est alors peu à peu reconstitué par des dons et des bénévoles. La Bibliothèque nationale de la République tchétchène (ru) est inaugurée le 23 mars 2013.
À Grozny, l'avenue Poutine reconstruite en 2008 (anciennement avenue Pobeda) a une architecture inspirée des Champs-Élysées.

La résidence de Ramzan Kadyrov, construite en 2012, est un édifice qui se remarque dans Grozny. Elle a coûté cent cinquante-neuf millions de dollars et comporte un important dispositif de sécurité couvrant ses quelque deux cent soixante mille mètres carrés. Elle comporte un parc, une mosquée privée, des tours en pierre traditionnelle, un zoo, une piscine, des salles d’entraînement, plusieurs maisons attribuées à ses proches et un manoir dans lequel il vit.

Monuments de Tchétchénie :
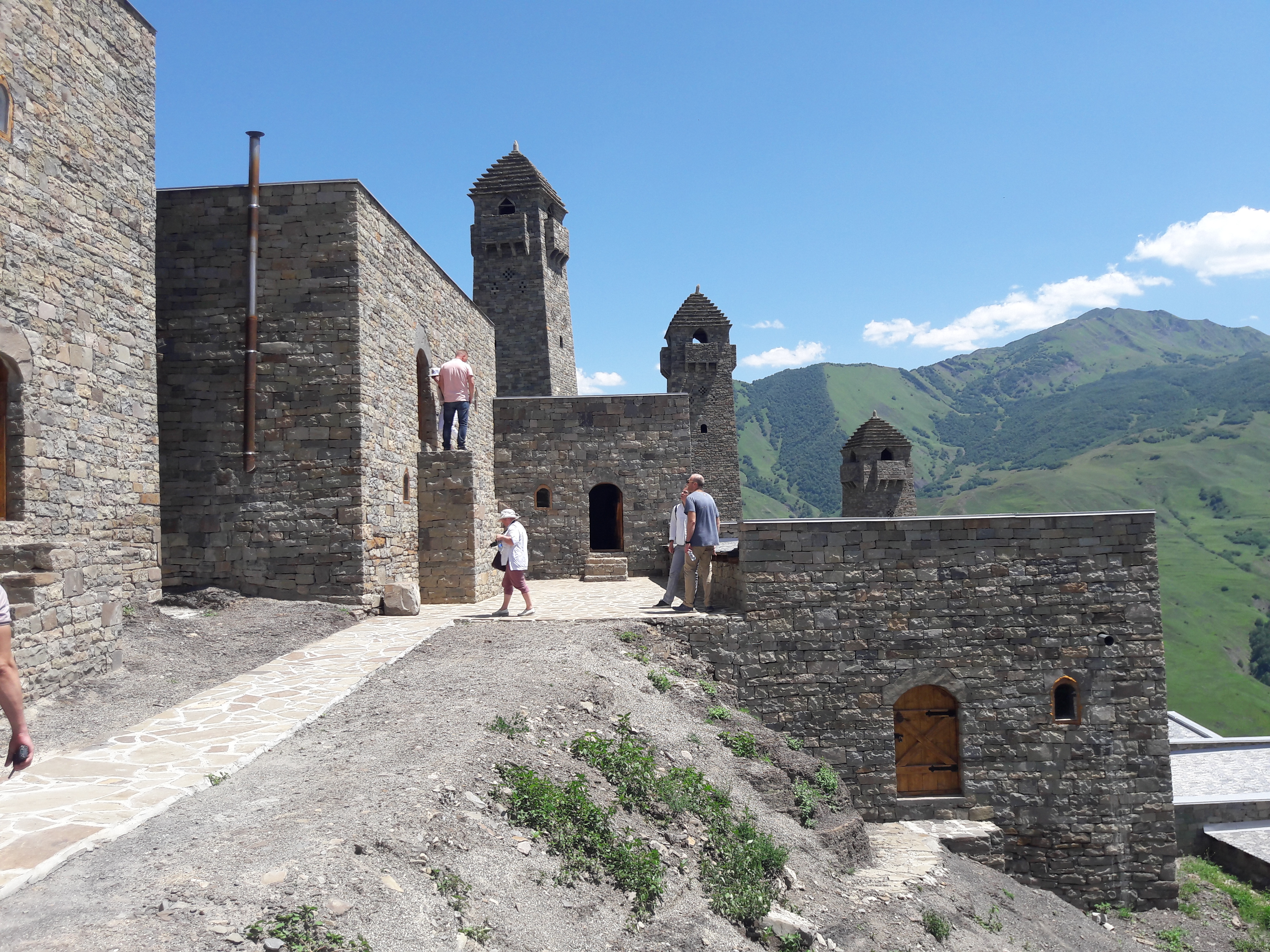
Forteresse de Chatoï.
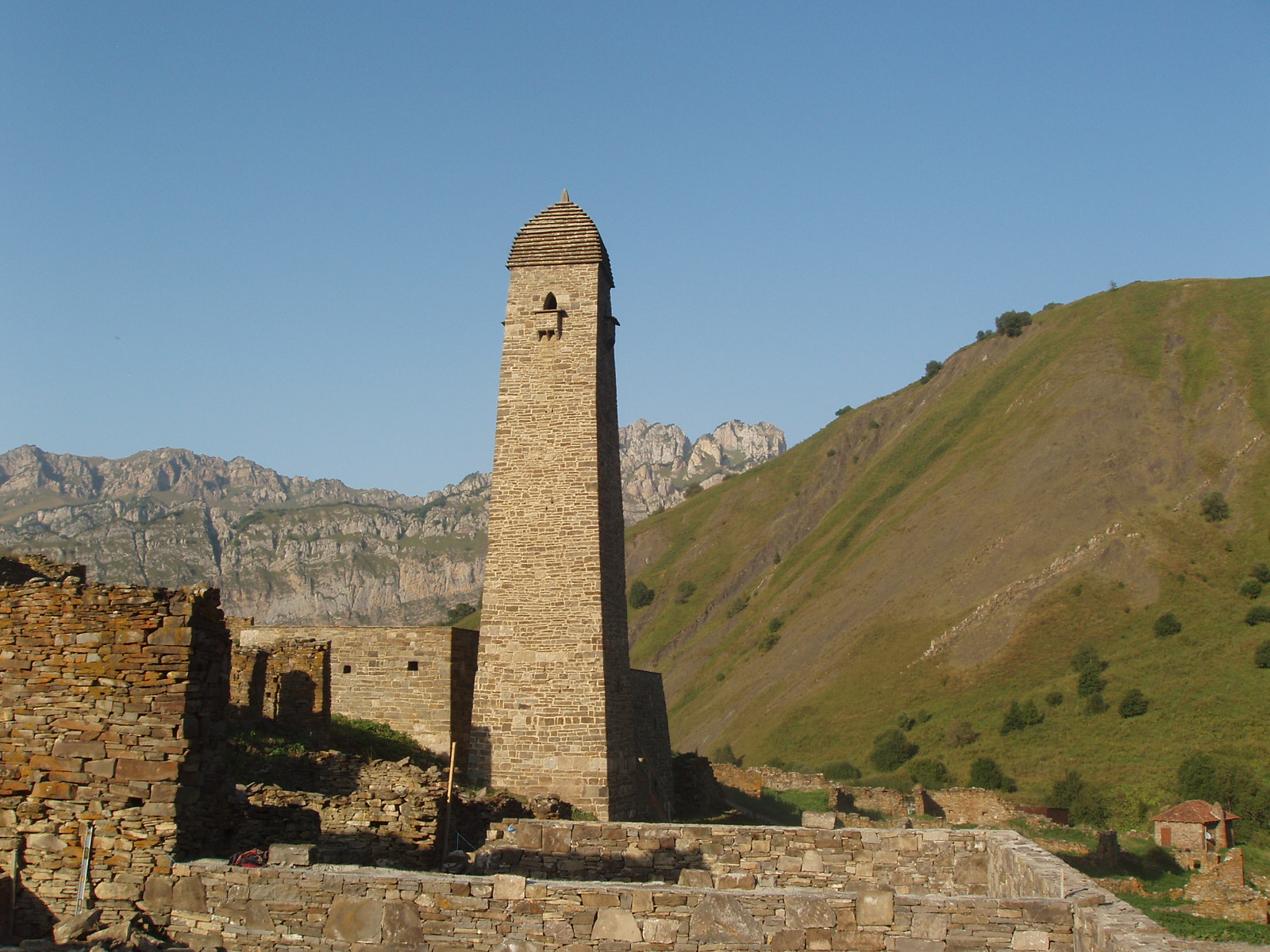
Tour à Khaïbakh.
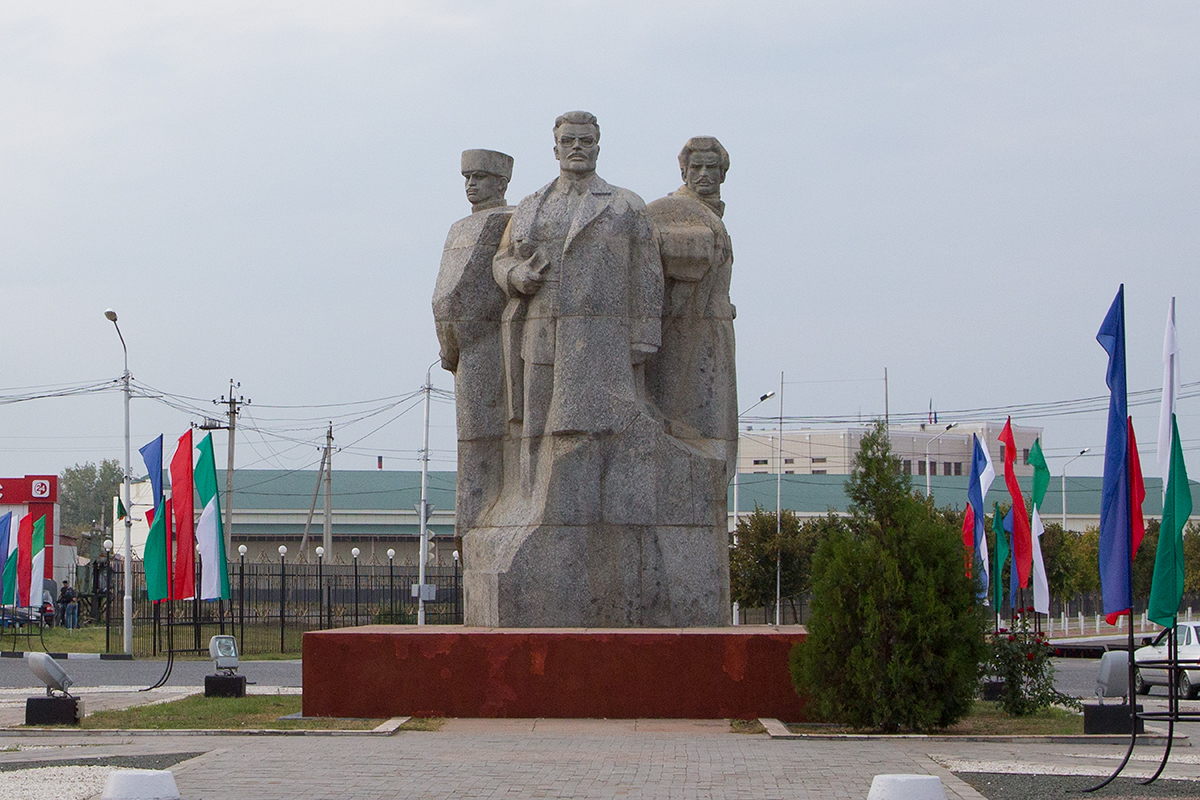
Monument aux combattants de la révolution, Grozny.
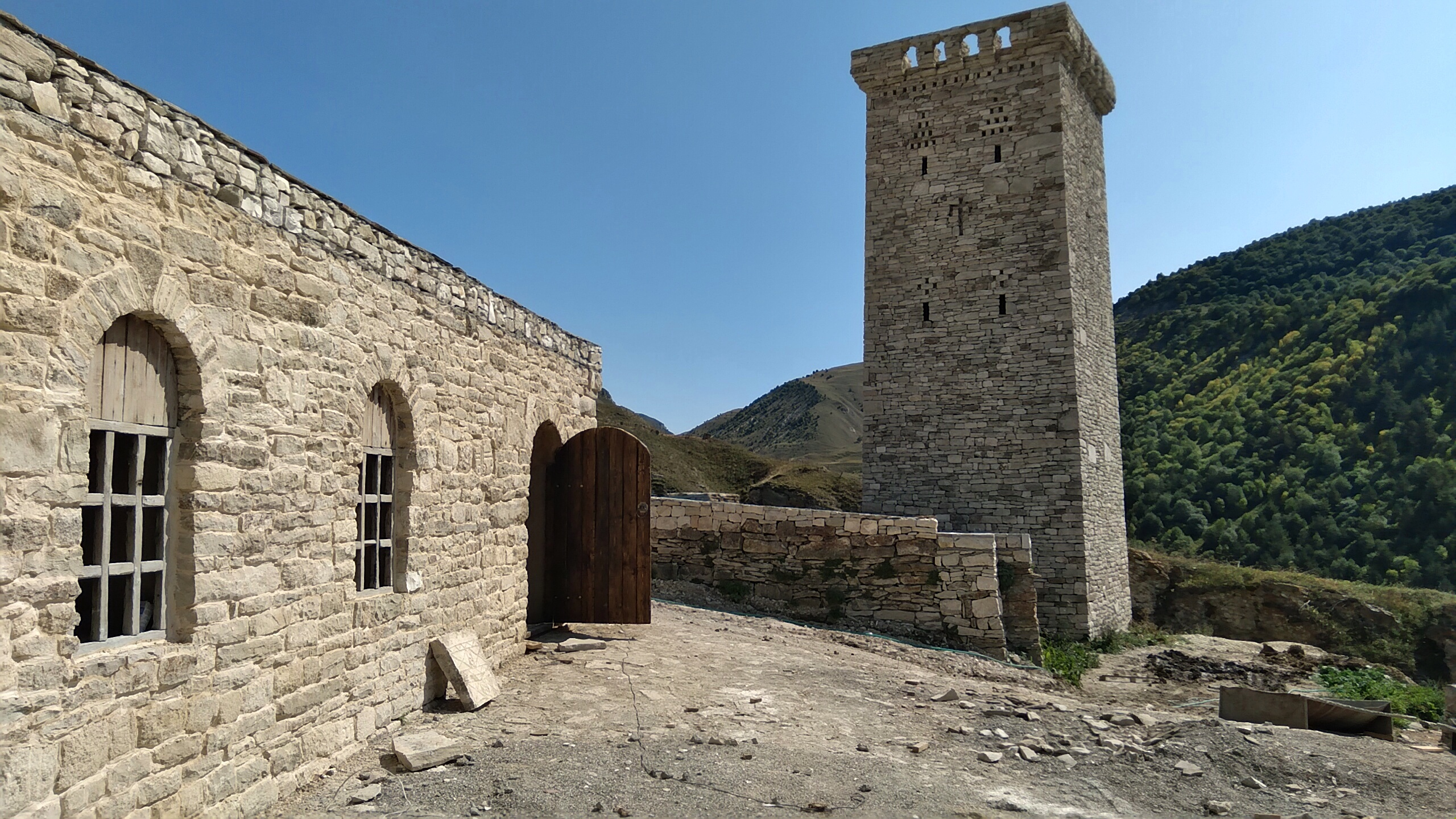
Forteresse de Khoï.

### Littérature

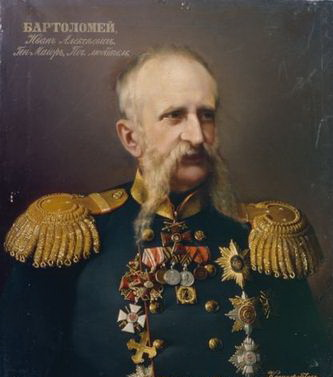
Portrait d'Ivan Bartolomei (1813–1870).

L'émergence de la littérature tchétchène est associée à l'utilisation de l'écriture. Les alphabets géorgien et grec d'origine byzantine étaient alors employés. Ainsi, les plus anciens ouvrages écrits en langue tchétchène sont les teptars (chroniques familiales) qui utilisent ces deux alphabets. En 1866, le militaire et écrivain russe Ivan Bartolomei (en) traduit les premiers éléments de folklore tchétchène en russe dans un abécédaire.
La littérature moderne tchétchène émerge dans les années 1920. Le recueil Chansons et histoires d'Ahmat Nazhayev est publié en 1923. Le journal Serlo, fondé à Grozny en 1925, publie des histoires, des essais et des vers en langue tchétchène d'Abdi Dudayev, Shirvani Sagaipov, Mahmad Salmurzayev et Issa Eldarkhanov. Le genre littéraire dominant dans les années 1930 et 1940 est la poésie. Le thème dominant de la littérature tchétchène à partir des années 1920 est l'émancipation de la culture ancienne tchétchène au profit du modèle soviétique et des idées révolutionnaires.
À partir de la fin des années 1950 jusque 1980, une nouvelle génération d'écrivains comme Said-Bei Arsanov, Magomet Mamakaev et Khalid Oshaev arrive aux côtés des anciens. Dans un de ses romans, Mamakaev dépeint le destin d'Aslanbek Sheripov, le principal dirigeant révolutionnaire tchétchène et commandant en chef de l'Armée rouge tchétchène.
La littérature tchétchène moderne est représentée par une grande variété d'écrivains et de genres.

### Arts, musique et événements culturels

#### Cinéma
- 2007 : Itchkéri Kenti, documentaire français tourné en 1996 par Florent Marcie

#### Musique
- Ali Dimayev (en) chanteur
- Imam Alimsultanov (en) chanteur

### Médias
La Tchétchénie possède une chaine de télévision locale appelée Grozny TV,  et un site de presse en ligne. Pour beaucoup d'observateurs, elle s'apparente à un média de propagande du régime de Kadyrov.

### Littérature
- Raïssa Akhmatova, poétesse russe de Tchétchénie
- Kanta Ibraguimov, romancier tchétchène de langue russe

### Philatélie
Entre 1991 et 2003, la Tchétchénie a émis de nombreux timbres. Certains sujets représentés sur ces timbres ne concernent pas la Tchétchénie, d'autres montrent des héros tchétchènes des temps passés ou le patrimoine tchétchène. La Tchétchénie faisant partie intégrante de la fédération de Russie, les autorités russes ne reconnaissent pas l'émission de ces timbres, et les seuls timbres en vigueur et utilisés en Tchétchénie sont ceux de la fédération de Russie. L'usage de ces timbres « fantaisistes » est interdit en Tchétchénie. Les catalogues de philatélie reconnus, comme Yvert et Tellier et Michel, ne reconnaissent pas ces timbres, surtout émis à l'étranger, et introuvables en Tchétchénie. On ignore à qui va la recette de la vente de ces timbres. Les experts philatélistes signalent l'émission de plus de 200 timbres différents entre 1991 et 2003. La vente de ces timbres, même dans un cadre de philatélie, est rigoureusement interdite en fédération de Russie, qui s'oppose à l'indépendantisme tchétchène sous toutes ses formes.